# Solovăstru (gmina)
Solovăstru – gmina w Rumunii, w okręgu Marusza. Obejmuje miejscowości Jabenița i Solovăstru. W 2011 roku liczyła 2888 mieszkańców.